# Robert L. Howard
För andra betydelser, se Robert Howard.
Robert Lewis Howard, född 11 juli 1939 i Opelika i Alabama, död 23 december 2009 i Waco i Texas, var en högt dekorerad amerikansk militär och mottagare av Medal of Honor. Howard nominerades till Medal of Honor tre gånger och fick åtta Purpurhjärtan.
Howard begravdes på Arlingtonkyrkogården den 22 februari 2010.